# Giuseppe Giorgi

Dopo la pioggia, 2000. Acrilico su tela, cm 70x80

Giuseppe Giorgi (Borbona, 1950) è un pittore italiano.

## Biografia
Si trasferisce piccolissimo a Roma con la sua famiglia, dove frequenta il liceo e l'università alla facoltà di architettura.
Qui, insieme ad altri artisti del gruppo "Il collettivo", espone in varie gallerie (1969) opere che affrontano la problematica sociale e politica che va sviluppandosi in quegli anni. Sono del 1971 le prime personali al Circolo Giornalisti e allo Studio 45 e del 1973 quella alla Galleria/Libreria Signorelli.
Nel 1974, la Galleria la Barcaccia di Roma gli allestisce una mostra personale e pubblica una monografia curata da Franco Miele. Partecipa alla Quadriennale nazionale d'arte del 1975 inserito nella sezione "Nuova Figurazione" con i dipinti Occupazione e Due Donne. In una recensione della Quadriennale sulla rivista Nuova Antologia, Ugo Moretti lo segnala all'attenzione del pubblico.
Alla fine degli anni settanta compie numerosi viaggi nell'Europa del nord subendo le influenze artistiche dei grandi impressionisti: nascono Omaggio a Monet, Ninfee e Riflessi sull'acqua.
Negli anni ottanta svolge un'intensa attività espositiva: personali in gallerie di Catania, Bolzano, Siena, Merano e Firenze; una mostra che si sposta da Düsseldorf a Basilea; varie edizioni della Expo Arte di Bari, partecipazioni a fiere internazionali come l'Expo di New York.
Presentato da Cesare Vivaldi nel 1981, Duccio Trombadori nel 1983, Vito Apuleo nel 1984 ed intervistato da Bruno Mantura per la mostra Dai Giardini, escono le monografie che documentano la sua produzione di quegli anni: serre, edifici classici, ville venete, soggetti sapientemente indagati ed immersi in impalpabili atmosfere.
La città di Taranto, in occasione dell'avvenuto restauro di una parte del centro storico, lo invita a presentare una sua personale nell'ambito della rassegna Artisti a Via Cava, che offre una panoramica dell'arte italiana contemporanea.
La monografia Giuseppe Giorgi. Opere 1986–1988, edita dalla Galleria dei Greci (1989), raccoglie il frutto delle rielaborazioni di luoghi conosciuti nel tempo e successivamente rivisitati dalla memoria, come racconta Mariano Apa nel saggio introduttivo.
Con la mostra tenutasi da Mitsukoschi a Tokyo (1989), inizia un intenso rapporto con il Giappone attraverso la Galerie Sanbi che presenta alcune mostre personali e lo inserisce in varie collettive.
Lo stesso anno ottiene il Premio Fatati della Città di Arrone e nel 1990 la Galleria dei Greci, in collaborazione con il Comune di Ascoli Piceno, gli allestisce una personale nell'antica Sala dei Mercatori del Palazzo Comunale. Nella presentazione al catalogo, Guido Giuffré fa riferimento sempre alla memoria, questa volta unita al sogno.
La città dell'Aquila presenta una sua mostra nel 1994 in Palazzo Cipolloni ed edita una monografia dal titolo: L'Aquila. Immagine e memoria.
L'artista affina le sue ricerche nell'individuare ed interpretare luoghi e atmosfere cittadine suggestive, accentuandone i valori cromatici e le scansioni spaziali, ottenendo un'immagine più pittorica che realistica. Luciano Arcangeli, nella monografia dal titolo Giuseppe Giorgi. Opere 1998-2000, presenta dipinti dalla struttura spesso rigorosamente ortogonale dei fondali architettonici (intelaiature metalliche di una serra, prospetti con porte e finestre, muri o ringhiere), spesso ammorbiditi e talvolta annullati nei valori squisitamente geometrici e immersi in atmosfere in continua vibrazione cromatica. La tecnica usata è di grande levità sia nella tempera che nel pastello, e anche quando adotta un medium diverso da questi ultimi, riesce a mantenere effetti di leggerezza.